# Kevin O’Shea (Eishockeyspieler)
Kevin William O’Shea (* 28. Mai 1947 in Toronto, Ontario; † 18. Januar 2010 ebenda) war ein kanadischer Eishockeyspieler, der im Verlauf seiner aktiven Karriere zwischen 1966 und 1976 unter anderem 146 Spiele für die Buffalo Sabres und St. Louis Blues in der National Hockey League (NHL) sowie 69 weitere Partien für die Minnesota Fighting Saints in der World Hockey Association (WHA) auf der Position des rechten Flügelstürmers bestritten hat. Sein älterer Bruder Danny war als Eishockeyspieler ebenfalls in der NHL und WHA aktiv.

## Karriere
O’Shea verbrachte seine Juniorenzeit zunächst in der Saison 1966/67 in der unterklassigen Juniorengruppe der Ontario Hockey Association (OHA-B), wo er für die Cornwall Colts auflief. Zum Saisonende vertrat er den Stadtrivalen Cornwall Royals im prestigeträchtigen Memorial Cup. Dort rechtfertigte der Stürmer seine Leihe mit elf Scorerpunkten in zwölf Turnierspielen, ehe er in die Vereinigten Staaten zog, um dort ein Studium an der St. Lawrence University zu beginnen. Parallel dazu ging er in der Spielzeit 1967/68 für die St. Lawrence Saints, das Eishockeyteam der Universität, in der ECAC Hockey, einer Division im Spielbetrieb der National Collegiate Athletic Association (NCAA) aufs Eis. In 14 Einsätzen konnte der 20-Jährige dabei 24 Torbeteiligungen vorweisen.
Statt jedoch sein Studium im folgenden Jahr fortzusetzen, ließ sich O’Shea im Sommer 1968 vom kanadischen Eishockeyverband Hockey Canada verpflichten, um mit der kanadischen Nationalmannschaft an der Weltmeisterschaft 1969 teilzunehmen. Ebenso kam er in diesem Spieljahr für die Herrenmannschaft der Ottawa Nationals zu ein paar Einsätzen, bevor er im Sommer 1969 von den San Diego Gulls aus der Western Hockey League (WHL) verpflichtet wurde, die seine Transferrechte von den New York Rangers im Inter-League Draft erhalten hatten. Bei den Südkaliforniern verbrachte der Kanadier seine erste Spielzeit bei den Profis und machte mit seinen Leistungen dort auch wieder die Franchises der National Hockey League (NHL) auf sich aufmerksam. So holten ihn die Buffalo Sabres nach nur einem Jahr – erneut über den Inter-League Draft – in die NHL zurück.
Für die Sabres war der Offensivspieler knapp zwei Spielzeiten bis Anfang März 1972 aktiv, ehe er über die Waiver-Liste von den St. Louis Blues ausgewählt wurde, die damit seine Transferrechte und laufenden Vertrag übernahmen. In St. Louis spielt O’Shea erstmals in seiner Karriere mit seinem älteren Bruder Danny zusammen. Gemeinsam erreichten die beiden mit den Blues im Verlauf der Stanley-Cup-Playoffs 1972 die Halbfinalserie, nachdem Kevin O’Shea im siebten Spiel der Viertelfinalserie auf Vorlage seines Bruders den entscheidenden Treffer in der Overtime erzielt hatte. Nach einer weiteren Saison bei den Blues, in der er auch für die Denver Spurs in der WHL gespielt hatte, verließ der Angreifer die NHL vollends und schloss sich für die Spielzeit 1973/74 den Phoenix Roadrunners aus der WHL an. Mit den Roadrunners gewann er am Saisonende die Meisterschaftstrophäe in Form des Lester Patrick Cup.
Nach diesem Erfolg wechselte O’Shea erneut und ließ sich von den Minnesota Fighting Saints aus der zu dieser Zeit mit der NHL konkurrierenden World Hockey Association (WHA) verpflichten. Sein Bruder Danny wechselte ebenfalls nach Minnesota, womit beide in der Saison 1974/75 erneut gemeinsam spielten. Anschließend ließ Kevin O’Shea seine Karriere in Schweden ausklingen, wo er in der Spielzeit 1975/76 für den Timrå IK in der neu gegründeten Elitserien auflief. Trotz seiner 16 Saisontore konnte er den Abstieg des Klubs in die Zweitklassigkeit aber nicht verhindern. Daraufhin beendete er im Alter von 29 Jahren seine Karriere als Profisportler.
In Folge seines Karriereendes schloss O’Shea sein Studium der Rechtswissenschaften ab und war daraufhin als Rechtsanwalt tätig. Er verstarb im Januar 2010 im Alter von 62 Jahren in seiner Geburtsstadt Toronto an den Folgen eines Herzinfarkts.

### International
Auf internationaler Ebene spielte O’Shea – noch mit Amateurstatus ausgestattet – für sein Heimatland mit der kanadischen Nationalmannschaft bei der Weltmeisterschaft 1969 in der schwedischen Landeshauptstadt Stockholm. Beim letzten internationalen Auftritt der Kanadier für die folgenden sieben Jahre belegte er mit dem Team den vierten Rang. In seinen sieben Turniereinsätzen blieb der Stürmer punktlos und sammelte 23 Strafminuten.

## Erfolge und Auszeichnungen
- 1974 Lester-Patrick-Cup-Gewinn mit den Phoenix Roadrunners

## Karrierestatistik

### International
Vertrat Kanada bei:
- Weltmeisterschaft 1969

(Legende zur Spielerstatistik: Sp oder GP = absolvierte Spiele; T oder G = erzielte Tore; V oder A = erzielte Assists; Pkt oder Pts = erzielte Scorerpunkte; SM oder PIM = erhaltene Strafminuten; +/− = Plus/Minus-Bilanz; PP = erzielte Überzahltore; SH = erzielte Unterzahltore; GW = erzielte Siegtore; 1 Play-downs/Relegation; Kursiv: Statistik nicht vollständig)